# Orleans (comté d'Appanoose, Iowa)
Orleans est une communauté non constituée en municipalité, du comté d'Appanoose en Iowa, aux États-Unis.
Le bureau de poste est inauguré en 1860 et fermé en 1887.
La ville est fondée en 1851

## Source de la traduction
- (en) Cet article est partiellement ou en totalité issu de l’article de Wikipédia en anglais intitulé « Orleans, Iowa » (voir la liste des auteurs).